# Zone naturelle protégée du Ruisseau-Wilson
La zone naturelle protégée du Ruisseau-Wilson (anglais : Wilson Brook Protected Natural Area) est une zone naturelle protégée du Nouveau-Brunswick situé dans le comté d'Albert. Cette aire protégée de 77 ha protège des plantes arctiques rares ainsi que des cavernes de gypse.

## Géologie
Ruisseau-Wilson est composé de falaises de gypse créées par l'érosion des cours d'eau. On y retrouve deux cavernes, l'une le Underground Lake est longue de 140 m et l'autre la caverne Lost Brook est longue de 79 m.

## Flore
Les forêts du Ruisseau-Wilson sont composées de sapin baumier (Abies balsamea) et de bouleau jaune (Betula alleghaniensis). On y retrouve plusieurs espèces de plantes arctiques rares[Lesquelles ?].